# Bobovek
Bobovek este o localitate din comuna Kranj, Slovenia, cu o populație de 138 de locuitori.